# Ironman Pro Invitational
L'Ironman Pro Invitational è una competizione internazionale di bodybuilding IFBB che si tiene ogni anno. Iniziato nel 1990, è considerato uno dei principali eventi di culturismo professionista, ed i primi cinque classificati ottengono la qualificazione per Mr. Olympia.

## Vincitori dell'Ironman Pro Invitational
| Anno | Vincitore      |
| ---- | -------------- |
| 1990 | Shawn Ray      |
| 1991 | J J March      |
| 1992 | Vince Taylor   |
| 1993 | Flex Wheeler   |
| 1994 | Vince Taylor   |
| 1995 | Flex Wheeler   |
| 1996 | Flex Wheeler   |
| 1997 | Flex Wheeler   |
| 1998 | Flex Wheeler   |
| 1999 | Chris Cormier  |
| 2000 | Chris Cormier  |
| 2001 | Chris Cormier  |
| 2002 | Chris Cormier  |
| 2003 | Jay Cutler     |
| 2004 | Dexter Jackson |
| 2005 | Gustavo Badell |
| 2006 | Lee Priest     |
| 2007 | Toney Freeman  |
| 2008 | Phil Heath     |
| 2009 | Silvio Samuel  |